# Lukas Dunner
Lukas Dunner (Wenen, 12 maart 2002) is een Oostenrijks autocoureur.

## Carrière
Dunner begon zijn autosportcarrière in het karting in 2014. In 2017 maakte hij zijn debuut in het formuleracing met een dubbel programma in de Spaanse en SMP Formule 4-kampioenschappen, waarin hij uitkwam voor MP Motorsport. In het Spaanse kampioenschap behaalde hij twee podiumplaatsen op het Circuito de Navarra en het Circuit Paul Armagnac, waardoor hij met 129 punten achtste werd in het kampioenschap. In het SMP-kampioenschap had hij meer moeite; hij kwam niet op het podium terecht en een vijfde plaats op het TT-Circuit Assen was zijn beste klassering. Met 24 punten werd hij dertiende in de eindstand. Tevens nam hij deel aan een raceweekend van het Italiaanse Formule 4-kampioenschap bij het Prema Powerteam op het Circuit Mugello, waarin hij tweemaal zeventiende en eenmaal negende werd.
In 2018 maakte Dunner de overstap naar de Euroformula Open, waar hij uitkwam voor het team Drivex School. Hij behaalde twee podiumplaatsen op Silverstone en het Autodromo Nazionale Monza, waardoor hij met 81 punten zevende werd in de eindstand.
In 2019 bleef Dunner actief in de Euroformula Open, maar stapte hij over naar het team Teo Martín Motorsport. Hij behaalde zes podiumplaatsen, maar wist geen enkele race te winnen. Desondanks werd hij achter Marino Sato en Liam Lawson derde in het klassement met 178 punten. Aan het eind van het jaar nam hij deel aan de Grand Prix van Macau voor MP Motorsport en finishte de race als veertiende.
In 2020 reed Dunner een dubbel programma. Hij bleef actief in de Euroformula Open voor het team CryptoTower Racing, maar maakte ook de overstap naar het FIA Formule 3-kampioenschap, waarin hij opnieuw voor MP Motorsport reed. In de Euroformula Open moest hij twee raceweekenden missen omdat hij in die races in de FIA Formule 3 uitkwam. Desondanks won hij vijf races op het Circuit Paul Ricard, het Autodromo Nazionale Monza (tweemaal), het Circuit Mugello en Spa-Francorchamps. Met 248 punten werd hij achter Ye Yifei tweede in de eindstand. In de FIA Formule 3 had hij het moeilijk en scoorde hij geen punten. Met een twaalfde plaats op de Hungaroring als beste resultaat werd hij 27e in het eindklassement.